# Mikonsaari (ö i Norra Savolax, Nordöstra Savolax)
Mikonsaari är en ö i Finland. Den ligger i sjön Suvasvesi och i kommunen Tuusniemi i den ekonomiska regionen  Nordöstra Savolax ekonomiska region  och landskapet Norra Savolax, i den sydöstra delen av landet, 300 km nordost om huvudstaden Helsingfors. Öns area är 0,8 hektar och dess största längd är 140 meter i öst-västlig riktning.